# Helmut Witetschek
Helmut Witetschek (* 31. Januar 1933 in Groß Glockersdorf; † 27. Oktober 2015) war ein deutscher Politikwissenschaftler.

## Leben
Nach der Promotion 1962 in München war er von 1962 bis 1969 Mitarbeiter der Kommission für Zeitgeschichte. Er war der erste Inhaber eines Lehrstuhls für Politikwissenschaft an der Universität Eichstätt und wirkte von 1979 bis 1982 als Vizepräsident der Universität. Von 1972 bis 1975 war er Dekan seiner Fakultät.

## Schriften (Auswahl)
- Studien zur kirchlichen Erneuerung im Bistum Augsburg in der ersten Hälfte des 19. Jahrhunderts. Augsburg 1965, OCLC 634212427.
- Pater Ingbert Naab OFMCap (1885–1935). Ein Prophet wider den Zeitgeist. München 1985, ISBN 3-7954-0098-8.
- mit Josef Beyrer: Die Kirchen der Stadtpfarrei Schrobenhausen. St. Jakob – St. Salvator – Dreifaltigkeitskirche Steingriff – Frauenkirche. Passau 2003, ISBN 3-89643-202-8.